# Manuel Vilas

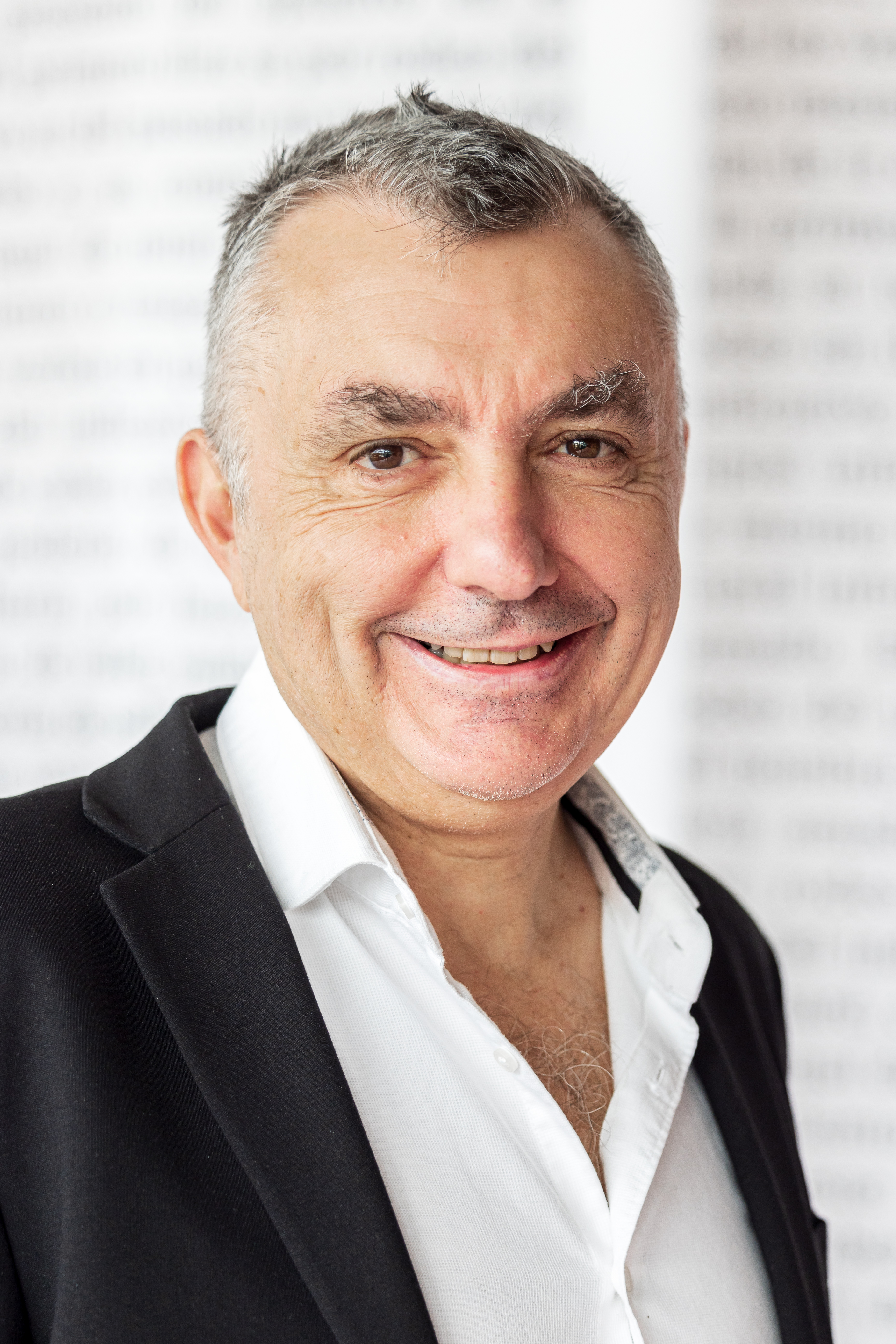
Manuel Vilas auf der Frankfurter Buchmesse 2022

Manuel Vilas Vidal (* 19. Juli 1962 in Barbastro, Huesca) ist ein spanischer Dichter und Schriftsteller. Sein bekanntester Roman ist Ordesa (2018).  Er war Finalist beim Premio Planeta 2019, einem spanischen kommerziellen Literaturpreis, mit seinem Roman Alegría, der von der Beziehung zwischen Eltern und Kindern handelt.

## Werdegang
Er studierte Spanische Philologie und hat mehr als 20 Jahre als Lehrer an verschiedenen weiterführenden Schulen gearbeitet.
In seinen Interviews hat er erklärt, dass er im Alter von dreizehn Jahren „eine Rock and Roll Band gründen wollte, aber da ich kein Talent hatte, widmete ich mich der Literatur, welches dem am nächsten kam, was ich die ganze Zeit suchte.“ Nachdem er Rimbaud und Baudelaire gelesen hatte, begann er mit dem Schreiben von Gedichten und tauchte in die Literatur ein, wobei er versicherte, an eine „transmediale Literatur“ zu glauben. Er hat für verschiedene Medien gearbeitet, für die Tageszeitung Heraldo de Aragón aus Zaragoza, die Madrider Tageszeitung El Mundo, Zeitungen der Vocento-Gruppe, sowie für die Literaturbeilagen Magazine (La Vanguardia), Babelia (El País) und ABC Cultural (ABC). Außerdem schreibt er für El País (2019) und ist auch Mitarbeiter beim ältesten Radiosender Spaniens, Cadena Ser.

## Arbeit
Er ist Autor der Romanbiographie Lou Reed era español (Malpaso, 2016) und des Reisebuches América (Círculo de Tiza, 2017), das er während seines Aufenthalts in Iowa geschrieben hat, wo er Literatur unterrichtete. Sein Stil verbindet realistischen Diskurs mit visionären Bildern. Als Erzähler hat er eine wichtige kulturkritische Arbeit entwickelt, und seine Werke sind reich an Parodien, Pop-Mythen und Reflexionen über den Kapitalismus.
Er erklärt, dass er kurz nach dem Tod seiner Mutter im Mai 2014 begann, Ordesa zu schreiben. Zur gleichen Zeit ließ er sich scheiden.

«A pesar de ver espectros por todas partes, había belleza en los adioses que estaba presenciando: el adiós a mi madre, el adiós a mi matrimonio, y el adiós a mí mismo. Lo malo fue que desde la primavera del 2013 hasta junio de 2014 el alcohol pasó a gobernar mi vida. Dejé de beber el 9 de junio de 2014.»

„Obwohl ich überall Gespenster sah, hatte der Abschied, den ich erlebte, auch etwas Schönes: der Abschied von meiner Mutter, der Abschied von meiner Ehe und der Abschied von mir selbst. Das Schlimme daran war, dass vom Frühjahr 2013 bis Juni 2014 der Alkohol mein Leben beherrschte. Am 9. Juni 2014 habe ich aufgehört zu trinken.“

Von Ordesa (Alfaguara, 2018) wurden in weniger als einem Jahr vierzehn Ausgaben veröffentlicht und mehr als hunderttausend Exemplare verkauft. Es wurde von Medien wie El País, La Vanguardia, El Mundo, El Correo und vielen anderen zum Buch des Jahres 2018 gewählt. Ordesa wurde in mehreren Ländern wie den Vereinigten Staaten, Frankreich, Italien, Portugal, Deutschland, Polen und dem Vereinigten Königreich unter Vertrag genommen. Die Übersetzungen ins Italienische und Portugiesische wurden im Januar 2019 veröffentlicht. Ordesa beschäftigt sich mit der Beziehung zwischen Eltern und Kindern. Martin Mosebach schrieb eine rühmende Besprechung des Romans für die Wochenzeitung Die Zeit.
Im Jahr 2020 veröffentlicht er Roma und betrachtet „die Abfolge von Schatten, die durch die Bewegungen eines Mannes verursacht werden, der versucht, seine Seele in den Friseursalons, Geschäften, Märkten, Hotels, Kirchen, Imbissen, Restaurants, Straßen und Gassen der ewigen Stadt und ihrer Umgebung wiederzufinden“.

## Bibliographie

### Roman
- 2008 España (DVD)
- 2009 Aire nuestro (Alfaguara)
  - Passage du Nord-Ouest, ins Französische übersetzt von Catherine Vasseur, 2012
- 2012 Los inmortales (Alfaguara)
- 2013 El luminoso regalo (Alfaguara)
  - Ayrinti Yayinlari, ins Türkische übersetzt von Nazh Cigdem Sagdic Pilcz, 2015
- 2016 Lou Reed era español (Malpaso)
- 2018 Ordesa (Alfaguara),
  - Die Reise nach Ordesa, ins Deutsche übersetzt von Astrid Roth, Berlin Verlag 2020, ISBN 978-3-8270-1402-3.
- 2019 Alegría (Planeta)[8] – 2019 Finalist Premio Planeta
  - Was bleibt, ist die Freude, ins Deutsche übersetzt von Astrid Roth, Berlin Verlag 2022, ISBN 978-3-8270-1431-3.
- 2021 Los besos (Planeta)

### Erzählung
- 2002 Zeta (DVD)
- 2004 Magia (DVD)
- 2015 Setecientos millones de rinocerontes (Alfaguara)

### Poesie
- 1982 El sauce (Instituto "Fernando el Católico")
- 1990 El rumor de las llamas (Olifante)
- 1992 El mal gobierno (Libertarias)
- 1998 Las arenas de Libia (Huerga y Fierro editores)
- 2000 El cielo (DVD)
- 2004 Autopista (La Torre degli Arabeschi)
- 2005 Resurrección (Visor)
- 2008 Calor (Visor)
- 2012 Gran Vilas (Visor), 2016 Great Vilas ins Englische übersetzt von Pablo Rodríguez Balbontín y William Blair (Song Bridge Press)
- 2015 El hundimiento (Visor)
- 2020 Roma (Visor)

#### Anthologie
- 2009 Poemas
- 2010 Amor: Poesía reunida 1988–2010 (Visor)
- 2015 Antología poética (Barco de Piedra)
- 2019 Poesía completa 1980–2018[9] (Visor)

### Essay
- 1994 La vida sin destinoL (Mira)
- 1996 Dos años felices, diario (Mira)
- 1999 La región intermedia (Prames)
- 2011 MV reloaded (Tropo)
- 2013 Listen to me, diario (La Bella Varsovia)
- 2014 Arde el sol sin tiempo, artículos y ensayos (Universidad de Valladolid)
- 2017 América, libro de viajes (Círculo de Tiza)

## Preise
- 2002 Premio Pedro Saputo de las Letras Aragonesas für das Geschichtenbuch Zeta.
- 2005 Premio Jaime Gil de Biedma in der Poesie für den Gedichtsband Resurrección.
- 2008 Premio Fray Luis de León in der Poesie für den Gedichtsband Calor.
- 2009 Premio Cálamo Buch des Jahres für den Roman Aire Nuestro[10].
- 2012 Premio Ciudad de Melilla für den Gedichtsband Gran Vilas.
- 2013 Primer Premio “Antonio Machado” in der Poesie für das Gedicht Creo.
- 2014 Premio Generación del 27 für den Gedichtsband El hundimiento.
- 2015 X Premio Llanes de Viajes.
- 2016 Premio de las Letras Aragonesas 2015[11].
- 2016 Orden Alejo Zuloaga, Universidad de Carabobo, Venezuela. Medalla de la Universidad Venezolana de Carabobo.
- 2017 Spring Fellow. Obermann Center for Advance Studies, author category. University of Iowa. Iowa City, IA.
- 2019 Prix Femina étranger, Frankreich, für Ordesa.
- 2019 Finalist beim Premio Planeta mit Alegría.
- 2023 Nadal-Literaturpreis für Nosotros.[12]